# シャルル・ド・ブルボン＝コンデ (シャロレー伯)
シャルル・ド・ブルボン＝コンデ（Charles de Bourbon-Condé、1700年6月19日 - 1760年7月23日）は、ブルボン朝期フランスの貴族。シャロレー伯（comte de Charolais）。コンデ公ルイ3世の第5子として生まれる。兄はルイ15世の青年期の摂政ブルボン公ルイ・アンリ。
1720年にトゥーレーヌの知事に任命された。彼は型破りな性格で「猟場の管理人みたいな服装をして」「自分の御者に、路上で坊主を見たら轢き殺せと命じるような男だった」。自らノートルダム大聖堂の近くの袋小路から、鞭でスペイン大使の御者を追っ払った事もある。